# Macrocoeloma subparallelum
Macrocoeloma subparallelum är en kräftdjursart som först beskrevs av William Stimpson 1860.  Macrocoeloma subparallelum ingår i släktet Macrocoeloma och familjen Mithracidae. Artens utbredningsområde är västra Atlanten. Inga underarter finns listade i Catalogue of Life.